# Berosus exiguus
Berosus exiguus – gatunek chrząszcza z rodziny kałużnicowatych i podrodziny Hydrophilinae.
Gatunek ten opisany został w 1825 roku przez Thomasa Saya jako Hydrophilus exiguus. Jako miejsce typowe wskazał on wyspę Chincoteague Island, u wybrzeży Wirginii.
Chrząszcz o krótkim i szerokim ciele długości od 3 do 3,7 mm. Głowę i przedplecze ma całe ceglaste, natomiast na ceglastych pokrywach obecne jeszcze rozmyte, ciemniejsze plamy. Wierzchołki pokryw zaokrąglone, bez ząbków. Śródpiersie z blaszkowatym, trójkątnym wyrostkiem o dużym zębie przednim. Na piątym widocznym sternicie odwłoka prostokątne wycięcie bez środowych ząbków lub z jednym, małym ząbkiem środkowym, a na pierwszym podłużny kil biegnący przez nasadową połowę długości. Nieco krótszy od paramer edeagus samca ma zakrzywiony dobrzusznie wierzchołek oraz dwa rzędy długich szczecin na stronie grzbietowej.
Owad północnoamerykański, związany głównie z wodami brachicznymi. W Stanach Zjednoczonych występuje od Nowego Jorku na północy po Florydę na południu oraz stany Illinois, Indiana, Missisipi i Oklahoma na zachodzie. Na Kubie znany z prowincji Pinar del Río, Isla de la Juventud, Camagüey i Santiago de Cuba. Ponadto stwierdzony na Bahamach.